# Nepeta olgae
Nepeta olgae là một loài thực vật có hoa trong họ Hoa môi. Loài này được Regel mô tả khoa học đầu tiên năm 1882.